# Święty Roderyk (obraz Bartolomé Estebana Murilla)
Święty Roderyk – powstały w XVII w. obraz autorstwa hiszpańskiego malarza barokowego Bartolomé Estebana Murilla.
Obraz znajduje się w Galeria Obrazów Dawnych Mistrzów w Dreźnie. Został namalowany w latach 1646–1655.

## Opis
Artysta użył, jak w podobnych tego typu swoich dziełach, światłocienia, by podkreślić zjawisko pogodowe, towarzyszące męczeńskiej śmierci św. Roderyka z Kordoby kapłana. Męczennik ubrany w szaty kapłańskie, z manipularzem na lewej ręce, trzyma palmę męczeństwa i biret. Jego wzrok skierowany jest ku niebu. Mały anioł wieńczy jego skroń wieńcem zwycięstwa. Za postacią zamordowanego w 857 podczas dominacji muzułmańskiej na Półwyspie Iberyjskim męczennika ukazana została kolumna z poręczą i zachmurzony nieboskłon. Na ornacie wyhaftowani są święci apostołowie Piotr i Andrzej.